# Longplay (Videospiele)
Ein Longplay ist die Videoaufzeichnung eines Videospiels, mit der Absicht es so vollständig wie möglich zu zeigen. Anders als bei einem Speedrun gibt es keine zeitliche Vorgabe, das Spiel schnellstmöglich durchzuspielen, jedoch werden auch häufig bei der Herstellung von Longplays tool-assisted Zwischenspeicherungen vorgenommen.
Bei einem Longplay wird versucht, ein Spielende möglichst ohne Abkürzungen zu erreichen. Besonders eintönige Passagen oder lange Ladezeiten werden jedoch gelegentlich nachträglich für das endgültige Video herausgeschnitten. Bei einem Longplay geht es generell darum, alles zu zeigen, was zum Spiel gehört, d. h. auch alle vorhandene Intro-, End- oder Zwischensequenzen. Im Gegensatz zu Let’s Plays werden Longplays ohne Kommentar der spielenden Person aufgezeichnet, um das Spiel möglichst unverfälscht wiederzugeben.

## Herstellung
Spiele können auf verschiedene Weise aufgezeichnet werden: durch Verwendung von Screencast-Software (eine Option, die in einigen Emulatoren eingebaut ist) oder über ein Gerät, das zwischen die Spielkonsole und den Computer geschaltet ist. Einige Spiele (z. B. Doom) enthalten eine Demo-Aufzeichnungsoption, die bereits in das Spiel selbst eingebaut ist.

## Geschichte
Im Zusammenhang mit Videospielen wurde der Begriff Longplay erstmals in der Computerzeitschrift 64’er in den späten 1980er-Jahren verwendet. Jede Ausgabe von April 1989 bis Oktober 1994 hatte eine Rubrik, in der eine Komplettlösung eines Computerspiels im Detail beschrieben wurde. Diese sogenannten Longplays können als frühe Printversionen von Let’s Plays gesehen werden, eine spätere Form des Live-Kommentierens während einer Videoaufzeichnung eines Computerspiels. Im Jahr 2002 – vor dem Aufkommen der großen Videoportale – begann der Computerspiele-Journalist Reinhard Klinksiek ein Projekt, bei dem er die Inhalte klassischer Computerspiele (hauptsächlich für den Commodore 64) erhalten und diese im Internet verfügbar machen wollte. Auf der Suche nach einem einfachen Begriff übernahm er den neologistischen Ausdruck Longplay aus den 64’er-Magazinen, die er als Teenager gelesen hatte. Nach der Veröffentlichung von über 600 Longplay-Aufnahmen klassischer Computerspiele hat sich der Begriff in der Gaming-Community international verbreitet.

## Rezeption
Das Wissenschaftsmagazin Tech Gen Magazine bezeichnet Longplays als „virtuelles Museum“, da durch sie gerade wenig bekannte oder nicht mehr im Handel erhältlich Spiele vor dem Vergessen bewahrt würden. Hier setzt auch die Forschung an: Ludologen nutzen Longplays, um Spielmechaniken älterer Spiele zu untersuchen, die ihnen sonst verborgen blieben. Online-Videospielmagazine ziehen Longplays regelmäßig als Quellen für ludohistorische Artikel heran.